# Taekwondo tại Đại hội Thể thao Đông Nam Á 2009
Taekwondo tại Đại hội Thể thao Đông Nam Á năm 2009 được tổ chức tại Booyong Gymnasium, Trung tâm Đại học Quốc gia Viêng Chăn, Lào từ ngày 13 đến 18 tháng 12 năm 2009 . Chương trình thi đấu bao gồm 16 nội dung cá nhân nam-nữ theo hệ thống hạng cân quốc tế, đồng thời bổ sung nội dung poomsae (quyền thuật) cá nhân, đôi và đồng đội.
Đoàn thể thao Thái Lan và Việt Nam lần lượt dẫn đầu bảng huy chương với số huy chương vàng là 6 và 5.

## Bảng huy chương
| Hạng                | Đoàn                | Vàng | Bạc | Đồng | Tổng số |
| ------------------- | ------------------- | ---- | --- | ---- | ------- |
| 1                   | Thái Lan (THA)      | 6    | 3   | 4    | 13      |
| 2                   | Việt Nam (VIE)      | 5    | 4   | 2    | 11      |
| 3                   | Philippines (PHI)   | 4    | 4   | 4    | 12      |
| 4                   | Lào (LAO)           | 3    | 3   | 4    | 10      |
| 5                   | Indonesia (INA)     | 1    | 3   | 6    | 10      |
| 6                   | Myanmar (MYA)       | 1    | 1   | 5    | 7       |
| 7                   | Malaysia (MAS)      | 1    | 0   | 6    | 7       |
| 8                   | Campuchia (CAM)     | 0    | 3   | 4    | 7       |
| 9                   | Singapore (SIN)     | 0    | 0   | 2    | 2       |
| 10                  | Đông Timor (TLS)    | 0    | 0   | 1    | 1       |
| Tổng số (10 đơn vị) | Tổng số (10 đơn vị) | 21   | 21  | 38   | 80      |

## Nam
| Hạng cân    | Vàng                          | Bạc                             | Đồng                               |
| ----------- | ----------------------------- | ------------------------------- | ---------------------------------- |
| 54 kg.      | Jerranat Nakaviroj · Thái Lan | Lizardo John Paul · Philippines | Harith Feizal · Malaysia           |
| 54 kg.      | Jerranat Nakaviroj · Thái Lan | Lizardo John Paul · Philippines | Tan Junwei Jason · Singapore       |
| 58 kg.      | Phouthavong Outhasak · Lào    | Chhoy Bouthorn · Campuchia      | Pen Ek Karaket · Thái Lan          |
| 58 kg.      | Phouthavong Outhasak · Lào    | Chhoy Bouthorn · Campuchia      | Leonel Alves Almelda · Đông Timor  |
| 60 kg.      | Mery Wanda · Indonesia        | Nacha Phunthong · Thái Lan      | Figueroa Jeffrey · Singapore       |
| 60 kg.      | Mery Wanda · Indonesia        | Nacha Phunthong · Thái Lan      | Kaung Zaw Tun · Myanmar            |
| 68 kg.      | Go Tshomlee · Philippines     | Lê Huỳnh Châu · Việt Nam        | Mohd Afifuddin Bin Omar · Malaysia |
| 68 kg.      | Go Tshomlee · Philippines     | Lê Huỳnh Châu · Việt Nam        | Xaysana Vanhnavong · Lào           |
| 74 kg.      | Patiwat Thongsalap · Thái Lan | Sawatvilay Phimmasone · Lào     | Yulius Fernando · Indonesia        |
| 74 kg.      | Patiwat Thongsalap · Thái Lan | Sawatvilay Phimmasone · Lào     | Wanna Ko Ko · Myanmar              |
| 80 kg.      | Lương Minh Đạt                | Avenido Marlon                  | Dam Srichan Zar Ni Htun            |
| 87 kg.      | Nguyễn Trọng Cường            | So Naro                         | Rizal Samsir                       |
| Trên 87 kg. | Alexander Briones             | Seon Elit                       | Đinh Quang Toàn                    |

## Nữ
| Category    | Vàng                   | Bạc                   | Đồng                                    |
| ----------- | ---------------------- | --------------------- | --------------------------------------- |
| 46 kg.      | Buttree Puedpong       | Fransisca Valentina   | Phouthasone Kanthonglat Thiri Tint Lwin |
| 49 kg.      | Worawong Pongpanit     | Văn Thị Kim Thu       | Lizardo Jyra Elaine Toe Shuen Fhern     |
| 53 kg.      | Sarita Phongsri        | Alora Kathleen Eunice | Nurul Nadia Mahamat                     |
| 57 kg.      | Nguyễn Thị Hoài Thu    | Nurul Fadlilah        | Phonevilay Xaykaexeng Chieung Puthearim |
| 62 kg.      | Tikdaphone Chamnyard   | Rahadewineta          | Cheang Bunna Chonnapas Premwaew         |
| 67 kg.      | Rivero Mary Antoinette | Nguyễn Thị Dương      | Valy Mathmanisone                       |
| 73 kg.      | Che Chew Chan          | Nguyễn Thị Hà         | Quek Jie Lin Jaqueline Sorn Davin       |
| Trên 73 kg. | Rapatkorn Prasopsuk    | Alora Kirstie Elaine  | Catur Yuni Riyaningsihi Lee Wan Yuen    |

## Quyền thuật (Poomsae)
| Nội dung     | Vàng                                                                   | Bạc                                                        | Đồng |
| ------------ | ---------------------------------------------------------------------- | ---------------------------------------------------------- | --- |
| Cá nhân nam  | Soukthavy Panyasith · Lào                                              | San Shein Thet                                             | Daniel Danny Cheat Khemara |
| Cá nhân nữ   | Ya Min KKhine · Myanmar                                                | Kidavone · Lào                                             | Lee Jeng Yen · Malaysia |
| Cá nhân nữ   | Ya Min KKhine · Myanmar                                                | Kidavone · Lào                                             | Lessitra · Indonesia |
| Đôi nam nữ   | Nguyễn Đình Toàn Nguyễn Minh Tú                                        | Hassamard Rujirarotchanakorn Naravich Rujirarotchanakorn   | Jean Sabido Rani Ann Ortega Chaw Kalayar Win Thaw Zin Han                                                                                                   |
| Đồng đội nam | Lê Trung Anh Nguyễn Đình Toàn Vũ Thành Dưong                           | Soukthavy Panyasith Bounheng Panyasit Soukthavone Manirard | Anthony Ray Castillo Matias Brian Alan Lozano Sabido Jean Pierre Lozano Sabido Attarnont Wongkittimapron Noppol Pitukwongdeengam Suttisri Maneerattanasopit |
| Đồng đội nữ  | Philippines (PHI) · Janice Lagman · Camille Alarilla · Rani Ann Ortega | Thái Lan (THA) · Panida · Pichchapha · Salisa Amnuaychai   | Việt Nam (VIE) · Châu Tuyết Vân · Dương Huỳnh Mai · Nguyẽn Thị Thu Ngân                                                                                     |
| Đồng đội nữ  | Philippines (PHI) · Janice Lagman · Camille Alarilla · Rani Ann Ortega | Thái Lan (THA) · Panida · Pichchapha · Salisa Amnuaychai   | Indonesia (INA) · Domas Ayu Kirana · Laras Fitriana · Lessitra                                                                                              |

### Cá nhân nam
| Hạng | Vận động viên       | NOC       | Điểm quyền thuật 1 | Điểm quyền thuật 2 | Tổng điểm |
| ---- | ------------------- | --------- | ------------------ | ------------------ | --------- |
| 1    | Soukthavy Panyasith | Lào       | 8.30               | 8.33               | 16.63     |
| 2    | San Shein Thet      | Myanmar   | 8.04               | 8.06               | 16.10     |
| 3    | Daniel Danny        | Indonesia | 8.00               | 8.07               | 16.07     |
| 3    | Cheat Khemara       | Campuchia | 7.80               | 8.07               | 15.87     |
| 5    | Anantha Rajan       | Malaysia  | 7.37               | 8.10               | 15.47     |

### Đôi hỗn hợp
| Hạng | Vận động viên                                            | NOC         | Điểm quyền thuật 1 | Điểm quyền thuật 2 | Tổng điểm |
| ---- | -------------------------------------------------------- | ----------- | ------------------ | ------------------ | --------- |
| 1    | Nguyễn Đình Toàn Nguyễn Minh Tú                          | Việt Nam    | 8.60               | 8.80               | 17.40     |
| 2    | Hassamard Rujirarotchanakorn Naravich Rujirarotchanakorn | Thái Lan    | 8.60               | 8.56               | 17.16     |
| 3    | Jean Sabido Rani Ann Ortega                              | Philippines | 8.36               | 8.40               | 16.76     |
| 3    | Chaw Kalayar Win Thaw Zin Han                            | Myanmar     | 8.40               | 8.23               | 16.63     |
| 5    | Ban Khemara Ngy Sreyvin                                  | Campuchia   | 8.16               | 8.10               | 16.26     |
| 6    | Lee Pay En Raffique Hashimi                              | Malaysia    | 8.17               | 8.03               | 16.20     |

### Đồng đội nam
| Hạng | Vận động viên                                                                   | NOC         | Điểm quyền thuật 1 | Điểm quyền thuật 2 | Tổng điểm |
| ---- | ------------------------------------------------------------------------------- | ----------- | ------------------ | ------------------ | --------- |
| 1    | Lê Trung Anh Nguyễn Đình Toàn Vũ Thành Dương                                    | Việt Nam    | 8.73               | 8.20               | 16.93     |
| 2    | Soukthavy Panyasith Bounheng Panyasit Soukthavone Manirard                      | Lào         | 8.50               | 8.30               | 16.80     |
| 3    | Anthony Ray Castillo Matias Brian Alan Lozano Sabido \Jean Pierre Lozano Sabido | Philippines | 8.44               | 8.30               | 16.74     |
| 3    | Attarnont Wongkittimapron Noppol Pitukwongdeengam Suttisri Maneerattanasopit    | Thái Lan    | 8.34               | 8.36               | 16.70     |